# Geocaryum
Geocaryum es un género de plantas  pertenecientes a la familia Apiaceae. Comprende 14 especies descritas y de estas, solo 8 aceptadas.

## Taxonomía
El género fue descrito por Ernest Saint-Charles Cosson y publicado en Notes sur Quelques Plantas Critiques, Rares ou Nouvelles 112. 1851. La especie tipo es: Geocaryum capillifolium (Guss.) Coss.

## Especies
A continuación se brinda un listado de las especies del género Geocaryum aceptadas hasta septiembre de 2012, ordenadas alfabéticamente. Para cada una se indica el nombre binomial seguido del autor, abreviado según las convenciones y usos.
- Geocaryum capillifolium (Guss.) Coss.
- Geocaryum creticum (Boiss. & Heldr.) Engstrand
- Geocaryum cynapioides (Guss.) Engstrand
- Geocaryum divaricatum (Boiss. & Orph.) Engstrand
- Geocaryum euboicum (Rech.f.) Engstrand
- Geocaryum macrocarpum (Boiss. & Spruner) Engstrand
- Geocaryum peloponesiacum Engstrand
- Geocaryum pumilum (Sm.) Nyman